# Pristimantis lanthanites
Espèce
Synonymes
- Eleutherodactylus lanthanites Lynch, 1975

Statut de conservation UICN

 LC  : Préoccupation mineure
Pristimantis lanthanites est une espèce d'amphibiens de la famille des Craugastoridae.

## Répartition
Cette espèce se rencontre entre 200 et 1 630 m d'altitude dans le haut bassin de l'Amazone :
- dans le sud-est de la Colombie ;
- dans l'est de l'Équateur ;
- dans le nord-est du Pérou ;
- au Brésil dans l'ouest de l'État d'Amazonas.

## Publication originale
- Lynch, 1975 : The identity of the frog Eleutherodactylus conspicillatus (Gunther), with descriptions of two related species from northwestern South America (Amphibia, Leptodactylidae). Contributions in Science Los Angeles, vol. 272, p. 1-19 (texte intégral).